# Çatalcaspor
Çatalcaspor ist ein türkischer Fußballverein aus dem Landkreis Çatalca, der Istanbul angehört.

## Geschichte

### Frühe Jahre
Çatalcaspor wurde 1942 gegründet und verbrachte viele Jahre in den Amateurligen Istanbuls. In der Saison 1995/96 beendete die Mannschaft die 1. Amatör Lig (Gruppe 2) ohne Niederlage, dennoch musste man sich den ersten Platz mit Hadımköyspor teilen, weswegen ein Entscheidungsspiel zwischen beiden Mannschaften angesetzt wurde, das Çatalcaspor gewinnen konnte. Anschließend spielte man in den Play-off-Spielen für die 3. Lig in dessen ersten Runde gegen Bigaspor und Marmara Ereğlispor und wurde zweiter.

### Die Ära Akbulut
Unter der Leitung von Trainer Kadir Akbulut, der zu der Saison 2011/12 neu verpflichtet wurde, stieg der Verein erstmals in seiner Geschichte in die höchstmögliche Amateurliga auf, der Bölgesel Amatör Lig. Die Debütsaison in der BAL konnte auf dem 9. Platz beendet werden, somit wurde der Klassenerhalt erreicht. Dagegen verlief die Saison 2013/14 noch erfolgreicher, Çatalcaspor erreichte nach einer deutlichen Leistungssteigerung den zweiten Platz mit 63 Punkten und verlor während der ganzen Saison nur ein Spiel. Mit dem Erreichen des zweiten Tabellenplatzes qualifizierte sich Çatalcaspor für die zweite Runde der Play-off-Spiele, die in die TFF 3. Lig führen. Dort besiegten sie am 26. April 2014 Sultanbeyli Belediyespor mit 2:0 und rückten in das Finale vor, wo sie am 4. Mai 2014 auf Edirne Spor Gençlik trafen, die mit 1:0 besiegt werden konnten. Somit war der erste Aufstieg der Vereinsgeschichte in die TFF 3. Lig perfekt. Mit dem Aufstieg in die 3. Lig gilt Çatalcaspor auch das erste Mal als Profiverein.

## Ligazugehörigkeit
- TFF 3. Lig: 2014–
- Bölgesel Amatör Lig: 2012–2014
- Amateurligen: 1942–2012

## Ehemalige Trainer (Auswahl)
- Bilal Arular (September 2007 – Mai 2008)